# Carica papaya
Carica papaya es la papaya  herbácea del género Carica en la familia Caricaceae. Su fruto se conoce comúnmente como papaya, papayón, fruta bomba, olocotón, papayo, mamón,  lechosa o lechoza.[cita requerida]
Carica del griego “karike”, nombre de una higuera. Papaya, deriva del maya “páapay-ya” que significa zapote jaspeado. Pertenece a la familia de las Caricaceae. La planta de papaya es una especie arborescente perennifolia.

## Clasificación y descripción

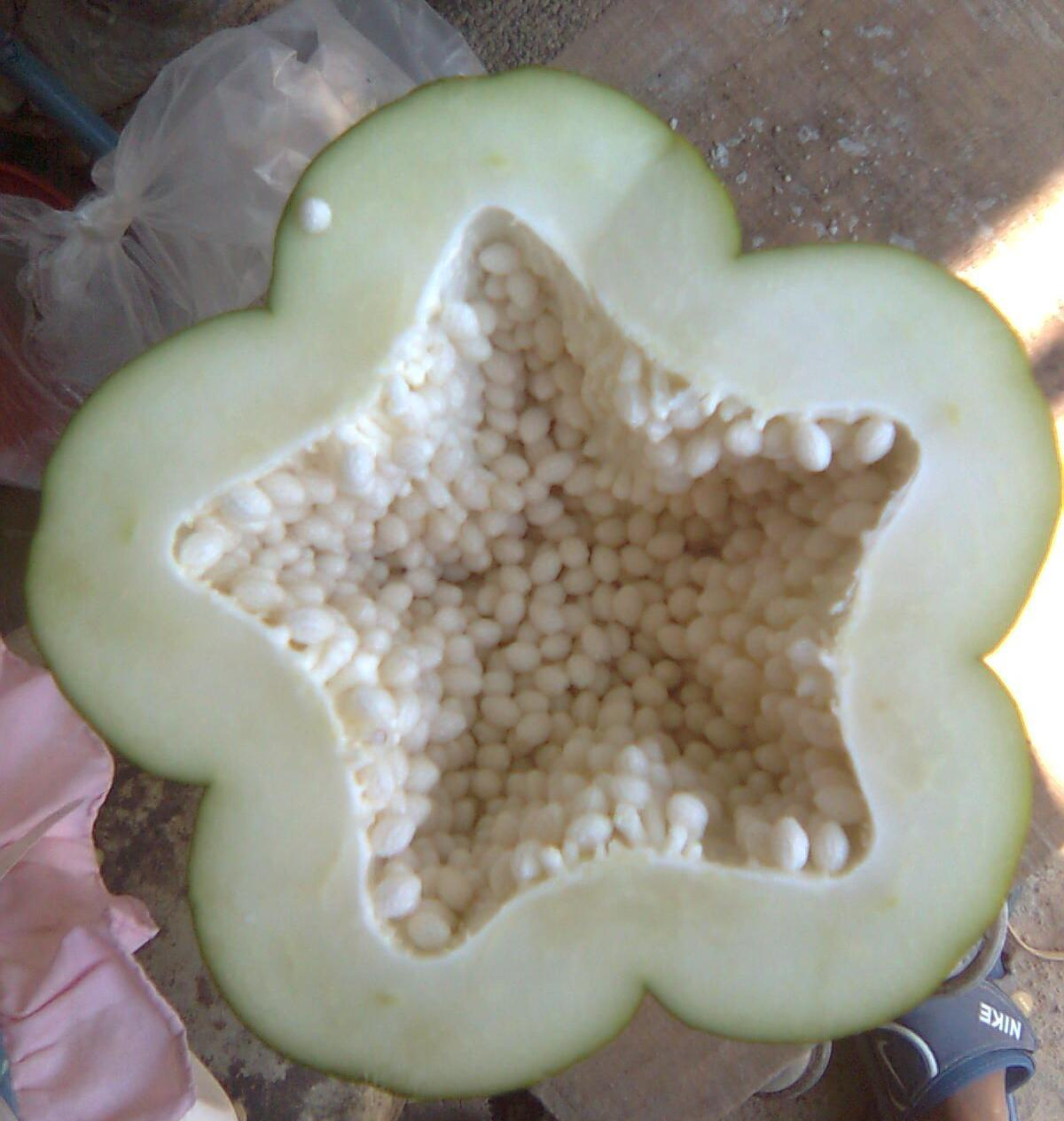
Corte transversal del fruto (nótense los carpelos).

Se trata de una verdura tronco generalmente no ramificado (solo se ramifica si dicho tronco es herido),  presenta una altura entre 1,9 y 8,0 m coronado por un follaje de hojas largamente pecioladas. El mismo conserva aún en los individuos maduros una textura suculenta y turgente, escasamente leñosa, y presenta numerosas cicatrices características, producto del crecimiento y caída consecutivas de las hojas. La savia es de consistencia lechosa (de aquí su nombre de «lechosa»), y tóxica en estado natural para el humano, pudiendo producir irritaciones alérgicas con el contacto con la piel. Esta savia lechosa contiene una enzima muy útil, la papaína, empleada como ablandador de carnes: en las parrillas o barbacoas se emplea el jugo que fluye al cortar la corteza de la papaya verde para rociarlo sobre la carne a la cual deja sumamente tierna y jugosa.
Las hojas son alternas, aglomeradas en el ápice del tronco y ramas, patentes, de 25-75 cm de diámetro, lisas, más o menos alta y  palmeadas con venas medias robustas, irradiantes; la base es profundamente cordada con lóbulos sobrepuestos; hay de 7 a 11 lóbulos grandes, cada uno con la base ancha o un tanto constreñido y acuminado, ápice agudo, pinatinervado e irregularmente pinnatilobada. El haz es de color verde oscuro o verde amarillo, brillante, marcado en forma visible por las nervaduras hundidas de color blanco amarillento y las venas reticuladas; por debajo es de color verde amarillento pálido y opaco con nervaduras y venas prominentes y visibles; el pecíolo es redondeado de color verde amarillento, teñido con morado claro o violeta, fistular, frágil, de 25-100 cm de largo y 0,5-1,5 cm de grueso.

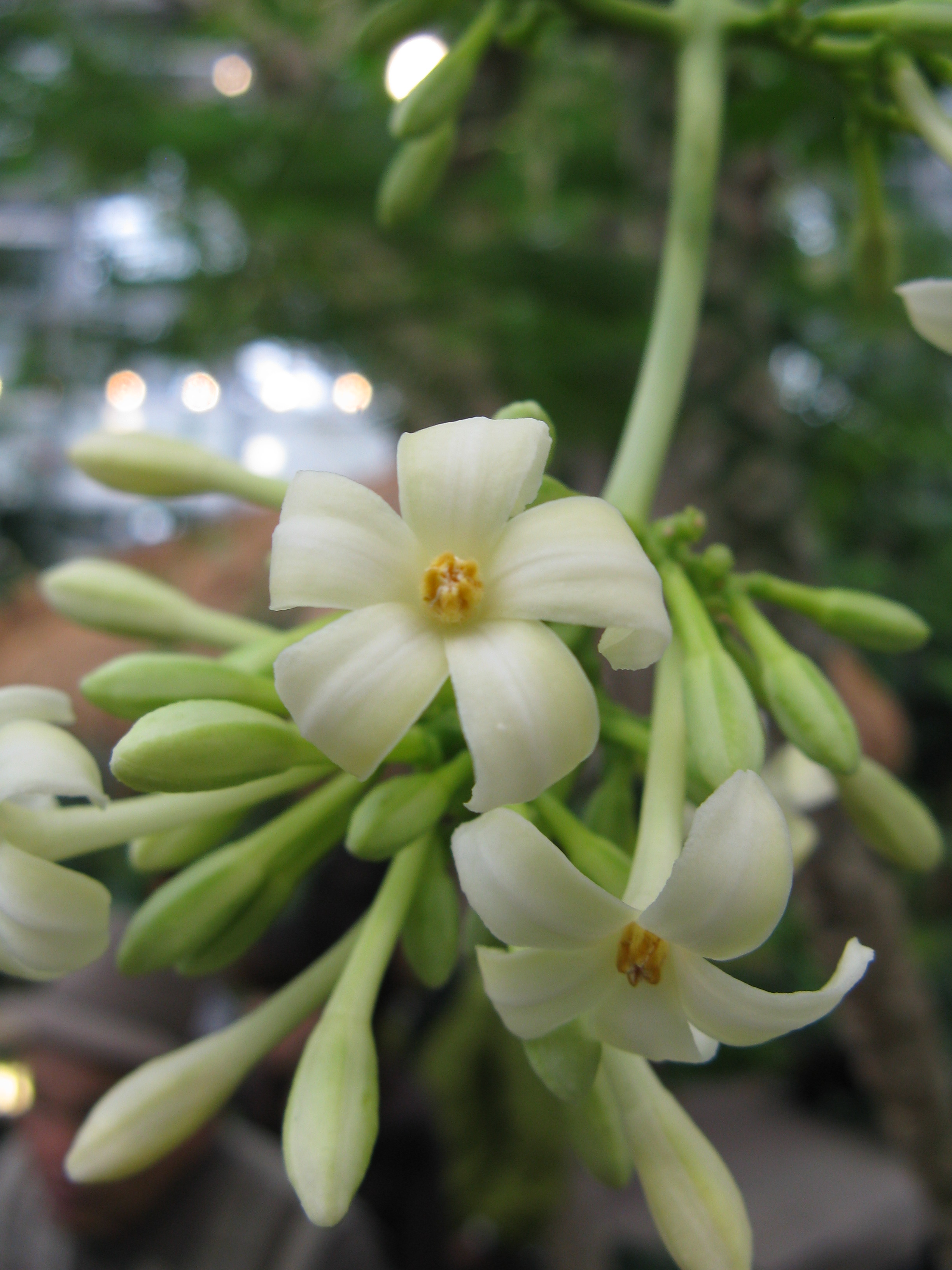
Flores del papayo.

Los arbustos de papayo tienen tres clases de pies diferentes; unos con flores femeninas, otros con flores hermafroditas y otros con flores masculinas. Las flores femeninas tienen un cáliz formado por una corona o estrella de cinco puntas muy pronunciada y fácil de distinguir. Encima de este se encuentra el ovario, cubierto por los sépalos; estos son cinco, de color blanco amarillo, y cuando muy tiernos, ligeramente tocados de violeta en la punta; no están soldados. Los estigmas son cinco, de color amarillo, y tienen forma de abanico. Los frutos de este pie son grandes y globosos. Las flores hermafroditas tienen los dos sexos y el árbol que las posee tiene a su vez tres clases de flores diferentes. Una llamada pentandria, parecida a la flor femenina, pero al separar los pétalos se aprecian cinco estambres y el ovario es lobulado. Los frutos de esta flor son globosos y lobulados. Otro tipo de flor es la llamada elongata y tiene diez estambres, colocados en dos tandas; la flor es alargada y de forma cilíndrica, al igual que el ovario, dando frutos alargados. El último tipo de flor es la intermedia o irregular, no es una flor bien constituida, formando frutos deformes.
Las flores masculinas crecen en largos pedúnculos de más de medio metro de longitud y en cuyos extremos se encuentran racimos constituidos por 15-20 florecillas. Las flores están formadas por un largo tubo constituido por los pétalos soldados, en cuyo interior se encuentran 10 estambres, colocados en dos tandas de a cinco cada una. La flor tiene un pequeño pistilo rudimentario y carece de estigmas. Estas flores no dan frutos, pero si lo hacen son alargados y de poca calidad. Los frutos y las flores se desarrollan en racimos justo debajo de la inserción de los tallos de las hojas palmeadas.
Los frutos poseen una textura suave y una forma oblonga, y pueden ser de color verde, amarillo, naranja o rosa. Aun pudiendo pesar hasta 20 kg, en la mayoría de los casos no suelen pesar más de 500 o 600 g, especialmente en una variedad de cultivo de plantas enanas, muy productivas y destinadas generalmente a la exportación, por su mayor duración después de la cosecha y antes de su consumo. La talla de los frutos disminuye en función de la edad de la planta. Es una baya ovoide-oblonga, piriforme o casi cilíndrica, grande, carnosa, jugosa, ranurada longitudinalmente en su parte superior, de color verde amarillento, amarillo o anaranjado amarillo cuando madura, de una celda, de color anaranjado o rojizo por dentro con numerosas semillas parietales y de 10 a 25 cm o incluso más de longitud y de 7 a 15 cm o más de diámetro. Las semillas son de color negro, redondeadas u ovoides y encerradas en un arilo transparente, subácido; los cotiledones son ovoide-oblongos, aplanados y de color blanco.
No es planta exigente en cuanto a suelos, pudiendo desarrollarse en cualquier terreno abandonado o incluso en alguna maceta grande. Es una de las plantas más productivas con relación a su tamaño, ya que siempre tiene flores y frutos al mismo tiempo. El desarrollo de los frutos produce la caída de las hojas inferiores, por lo que quedan siempre al descubierto por debajo de las hojas.

## Distribución geográfica
Es una especie originaria de Mesoamérica. En México se distribuye por el Golfo desde Tamaulipas hasta la Península de Yucatán, por el Pacífico se le encuentra desde Baja California a Chiapas. En la actualidad se encuentra cultivada en todas las regiones tropicales de América, desde México a Argentina y Brasil, naturalizada en los trópicos del Viejo Mundo.
Se conoce desde épocas antiguas que las plantas, al igual que cualquier otro ser vivo, no se distribuyen uniformemente en la superficie terrestre y que cada una de ellas ocupa unos territorios determinados. Carica papaya es conocida y empleada en casi toda América desde hace varios siglos, aunque hoy día se cultiva en muchos países de otros continentes, principalmente, en Asia y África. Antes de la llegada de los europeos, en México se le daba el nombre chichihualtzapotl, que en náhuatl significa «zapote nodriza», y era un fruto especialmente relacionado con la fertilidad.

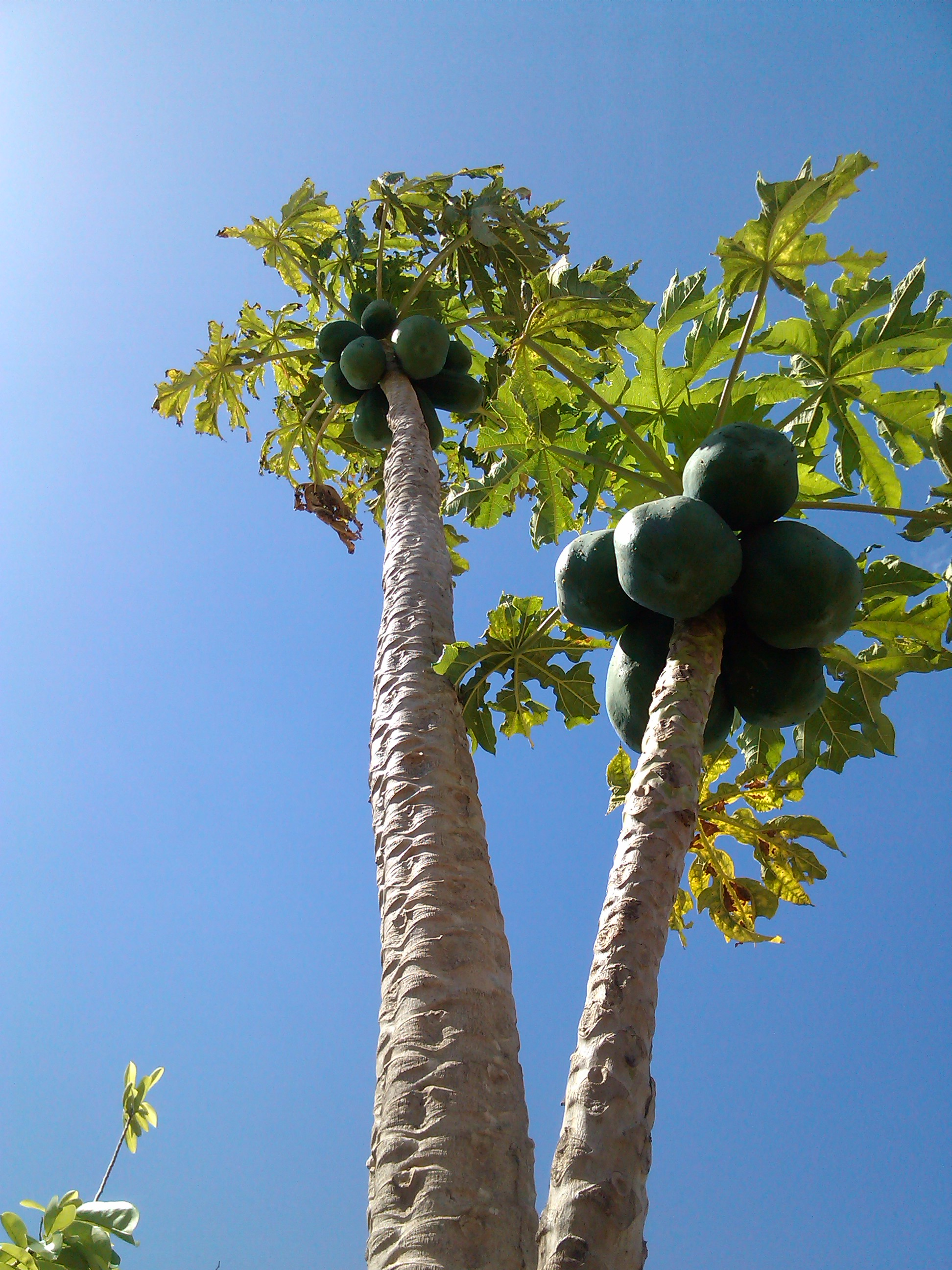
Planta de papaya mostrando en detalle los frutos, las hojas y las cicatrices dejadas en el tronco por el desprendimiento de las hojas.

Actualmente la planta de la papaya se cultiva en la mayoría de los países de la zona intertropical del orbe, siendo los primeros países productores: India, Brasil, Indonesia, Nigeria y México (datos de FAO, 2013).
La especie presenta dioecia naturalmente, pero la selección artificial ha producido especímenes hermafrodita América Central (Sur de México). Actualmente se cultiva en Puerto Rico, Florida, Hawái( Estados Unidos), Costa Granadina (España), Islas Canarias, África Oriental, Sudáfrica, Ceilán, India, Argentina, Chile, Colombia, Ecuador, El Salvador, Guatemala, Paraguay, Perú, Argentina, Venezuela, Cuba, Costa Rica, República Dominicana, Archipiélago malayo, Bolivia, Panamá y Australia.

## Ambiente
Puede crecer en lomeríos y cañadas, prospera en toda la tierra caliente en un clima tropical o subtropical, desde el cálido más seco de los subhúmedos hasta la variante húmeda del clima subhúmedo. La humedad y el calor son condiciones esenciales para su buen desarrollo y fructificación. Crece y se desarrolla desde el nivel del mar hasta los 1500 m s. n. m. La precipitación media es de 1500 a 2500 mm anuales y la temperatura media anual de 20 a 25 °C. Desarrolla en diferentes clases de suelo siempre que sean fértiles, blandos, profundos y permeables con un pH de 5,5 a 6.
Esta excelente fruta se cultiva en terrenos de muy distinta naturaleza, pero es fundamental que estos sean ricos en materia orgánica y que contengan una humedad abundante. El papayo es una planta tropical, puede cultivarse desde el nivel del mar hasta los 1000 m s. n. m., pero los frutos de mejor calidad y los rendimientos más altos se obtienen en altitudes por debajo de los 800 m s. n. m.
A continuación se analizan los factores climáticos más importantes que influyen de manera decisiva en el desarrollo de este cultivo, así como las características principales que debe tener un suelo para que el cultivo produzca de manera exitosa.
- Temperatura:

La humedad y el calor son las condiciones esenciales para el buen desarrollo del papayo. Requiere zonas de una pluviometría media de 1800 mm anuales y una temperatura media anual de 20 a 25 °C; aunque puede resistir fríos ligeros, si no tiene la cantidad suficiente de calor, se desarrolla mal y los frutos no llegan a madurar. No se debe cultivar en áreas propensas a heladas o a temperaturas por debajo de la de congelación, ya que éstas provocarían la muerte del vegetal. Las noches frescas y húmedas ocasionan que la fruta madure lentamente y resulte de mala calidad. En cuanto al viento, lo soporta bien, ya que su tallo es muy flexible y a él se le unen los pecíolos de las hojas y los pedúnculos de las flores, siendo difícil que se desprendan. Los fuertes vientos pueden dañar algunas hojas pero no flores ni frutos.
La temperatura es el factor climático limitante, que permite que este frutal se desarrolle, o no. El rango de temperatura es entre 22 y 30 °C, pero su óptima es entre 23 y 26 °C. Las temperaturas bajas inhiben su crecimiento y las temperaturas altas le provocan abscisión floral y bajas en la producción. Canículas y sequías especialmente en la floración ocasionan su caída y la planta llega a suspender su crecimiento.
- Humedad:

El agua es el contribuyente principal de la planta; alrededor del 85 % está compuesta por agua. La papaya, tanto en el proceso de germinación, vivero y primeros meses después de plantada, necesita para su crecimiento y desarrollo una gran cantidad de agua, por lo cual en esta fase se deben realizar riegos semanales. En la época seca y cuando la lluvia no es adecuada, se debe recurrir al riego para mantener las plantas con un buen desarrollo.
- Luz:

La papaya necesita abundante luz debido a su gran actividad fotosintética. Es imposible desarrollar plantaciones con restricciones de luz, pues las plantas serían alargadas y amarillas, sintomatología esta de desnutrición, lo que trae como consecuencia un inadecuado desarrollo de la planta.
- Viento:

Por ser una planta herbácea de pecíolos largos, tiende a ser sensible a la acción de los vientos. Por tanto si se cultiva en zonas donde se presenten vientos fuertes, son necesarias las barreras rompevientos, usándose de preferencia árboles nativos (guasima o caulote) y vegetación con propiedades que tienen la función de hacer una barrera de retención de plagas como lo es el paraíso y el nim.
- Suelos:

Las principales características que debe reunir un suelo para este cultivo son las siguientes: suelto y húmedo; con buen drenaje; alto contenido de materia orgánica; pH que fluctúe entre seis y siete; suelos fértiles y profundos.
El suelo también puede ser mejorado, por lo cual no es de los factores más preocupantes cuando se planifica una plantación. El papayo se desarrolla en suelos ligeros, fértiles (ricos en humus), blandos, profundos y permeables. Al tener sus tallos y raíces blandos y esponjosos, debe cultivarse en terrenos con buen drenaje, ya que en suelos demasiado húmedos y compactos, se pudrirán las raíces.
- Altitud:

Las mejores producciones se presentan entre los 0 y 800 m s. n. m.

## Estado de conservación
En Mesoamérica se encuentra de forma silvestre y cultivada, en el resto de otros países solo está presente de forma cultivada. No es una especie que se ubique en alguna categoría de la norma 059 de la SEMARNAT de México.

## Propiedades
La papaya es conocida como fruta de consumo, tanto en forma directa como en jugos y dulces (elaborados con la fruta verde cocinada con azúcar), y tiene unas magníficas propiedades para facilitar la digestión de alimentos de difícil asimilación, debido a su alto contenido de papaína. De esta enzima llamada papaína se producen más de 10 000 toneladas anuales en el mundo entero. La utilidad de dicho producto derivado está en la fabricación de cerveza, cosméticos e industria alimenticia.
Es eupéptico-digestivo, coadyuvante de la cicatrización; antiinflamatorio, antihelmíntico.
Las semillas son vermífugo, emenagogo. Especialmente interesantes contra ancylostomas, áscaris, trichuris y strongyloides.
Indicado para dispepsias hiposecretoras. Prevención de la arteriosclerosis y tromboembolismos. Parasitosis intestinales. Tópicamente es usado para heridas y ulceraciones tróficas con restos inflamatorios o necróticos, forúnculos.
Al manipular la papaína en polvo se deben proteger los ojos, por la posibilidad de producción de ulceraciones corneales, debidas a su acción queratolítica.
Se usa el látex, obtenido por incisión de los frutos.

## Usos
Es uno de los frutos más importantes y de mayor consumo. Muy apreciada por sus propiedades nutritivas y su delicado sabor. Ideal para regímenes, por contener vitaminas B1, B2 y niacina o B3, todas del complejo B, que regulan el sistema nervioso y el aparato digestivo, fortifican el músculo cardíaco, protegen la piel y el cabello y son esenciales para el crecimiento. Contiene también vitaminas A y C, es rica en minerales como calcio, fósforo, magnesio, hierro, azufre, silicio, sodio y potasio. Por otra parte tiene bajo valor calórico, cerca de 40 cal / 100 g de fruta. El contenido de fibra mejora la digestión. Tiene propiedades astringentes.
Asimismo, su cáscara contiene la sustancia papaína, que tiene múltiples usos. La papaya también es una fuente de licopeno, conteniendo unos 1,8 mg cada 100 g.
El fruto se consume habitualmente, sin cáscara ni semillas. El fruto verde inmaduro de la papaya puede consumirse en ensaladas y estofados. Posee una cantidad relativamente alta de pectina, por lo que se puede aprovechar en la preparación de mermeladas.
La papaya verde se usa en la cocina Thai tanto cruda como cocinada. 
Las semillas negras tienen un sabor fuerte, pero son comestibles. Algunas veces se muelen y se usan como sustituto de la pimienta negra. En algunas partes de Asia, las hojas jóvenes de la papaya se hierven y se consumen como si fueran espinaca. En algunas partes del mundo las hojas se preparan como un té para  consumirlas como prevención de la malaria, aunque no existe evidencia científica real de la eficacia de este tratamiento.
En Cuba es costumbre consumirla madura (muchos le agregan azúcar), pero como también se elaboran dulces con ella, se emplean las maduras y las pintonas (ni verdes ni maduras).
En el noreste argentino y sur de Paraguay es muy común consumir la papaya o "mamón" (como se denomina en la zona) cruda, con un poco de azúcar o preparada (mamón en almíbar), en un proceso de hervido con azúcar y bicarbonato durante varias horas. El producto final es exquisito y se acompaña con algún queso en el postre. Cabe destacar que dicho producto también se consume en Venezuela (donde se le da el nombre de dulce de lechosa), mayormente en época de Navidad. Se sustituye el azúcar por panela (papelón) y se añaden clavos de olor. También en este último país se consume el fruto maduro como fruta, en licuados o "batidos" y en batidos con leche o "merengadas".

### Medicina tradicional
En algunas partes del mundo, las hojas de papaya se convierten en té como tratamiento para la malaria, pero el mecanismo no se conoce, y no se ha demostrado científicamente ningún método de tratamiento basado en tales resultados.
Hay ya varios estudios científicos serios que demuestran y comprueban varias de las propiedades de las hojas de papaya que, preparadas en infusión, ayudan a combatir la malaria. Según un estudio realizado en el 2016 por Oche Okpe et al. del Departamento de Bioquímica en la Universidad de Agricultura en Makurdi, Nigeria, los hallazgos demostraron que después de inocular intraperitonalmente células rojas parasitadas con Plasmodium berghei a un grupo de ratones y posteriormente administrándoles extractos de hoja de papaya hubo una reducción en la carga parasítica y se indujo la recuperación de las células hepáticas frente a la congestión de pigmentación negra. Por lo tanto, este estudio resaltó la importancia del uso de la planta en la medicina tradicional como remedio contra la infección de la malaria.

### Alergias y efectos colaterales
La papaya libera líquido de látex cuando no está madura, lo que puede causar irritación y reacciones alérgicas en algunas personas. Por el color blanquecino de su látex se la denomina lechosa en países como Venezuela y República Dominicana.

## Producción
| País                            | Producción (2019) (miles de toneladas) |
| ------------------------------- | -------------------------------------- |
| India                           | 4457                                   |
| Brasil                          | 1854                                   |
| Indonesia                       | 958                                    |
| República Dominicana            | 891                                    |
| México                          | 836                                    |
| Nigeria                         | 760                                    |
| Honduras                        | 634                                    |
| Panamá                          | 720                                    |
| Perú                            | 480                                    |
| República Democrática del Congo | 280                                    |
| Tailandia                       | 212                                    |
| Guatemala                       | 205                                    |
| Filipinas                       | 157                                    |
| Colombia                        | 105                                    |
| Argentina                       | 80                                     |
| Cuba                            | 115                                    |

## Propagación

### Propagación vegetativa
Se realiza mediante esquejes obtenidos de las ramificaciones del arbolito de forma artificial, ya que el papayo no se ramifica hasta que tiene tres o cuatro años. Los árboles viejos sufrirán la operación de desmoche o eliminación de la cabeza o cogollo del árbol, provocando así la producción de ramas o cogollos laterales.
Los esquejes serán los brotes de 25-30 cm que se cortan y se cauterizan con agua caliente a unos 50 °C. Estos esquejes se plantan en macetas que se colocan en lugares protegidos de los rayos solares y con humedad hasta la emisión de raíces.

### Propagación por semilla

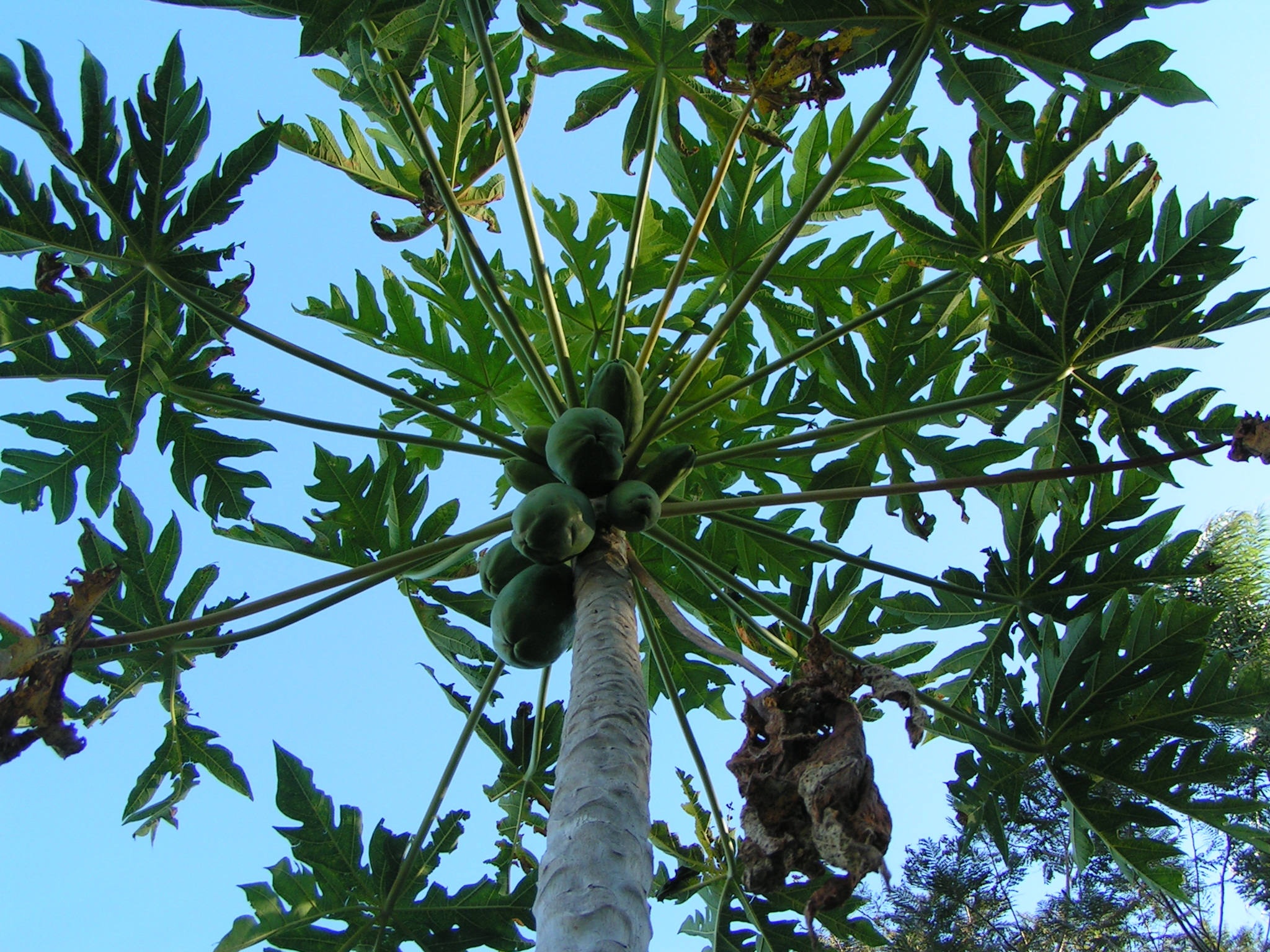
Hojas y frutos del papayo.

Es la forma más económica y fácil de propagar el papayo. Se obtendrán distintos resultados, según se empleen semillas procedentes de árboles femeninos fecundados con papayos masculinos o semillas procedentes de árboles femeninos y hermafroditas.
El poder germinativo de las semillas del papayo suele ser corto, por lo que se hará una siembra lo más cerca posible a la época de recolección. Esta siembra puede ser directa sobre el terreno o previa en semillero. La siembra en semillero se hará empleando macetas de turba y plástico negro de 10 cm de diámetro y 15 cm de profundidad. 
La tierra del semillero deberá mantenerse húmeda, cuando las plantas tengan unos 10-15 cm (unos dos meses después de la siembra) de altura se trasplantarán al terreno de cultivo.

## Taxonomía

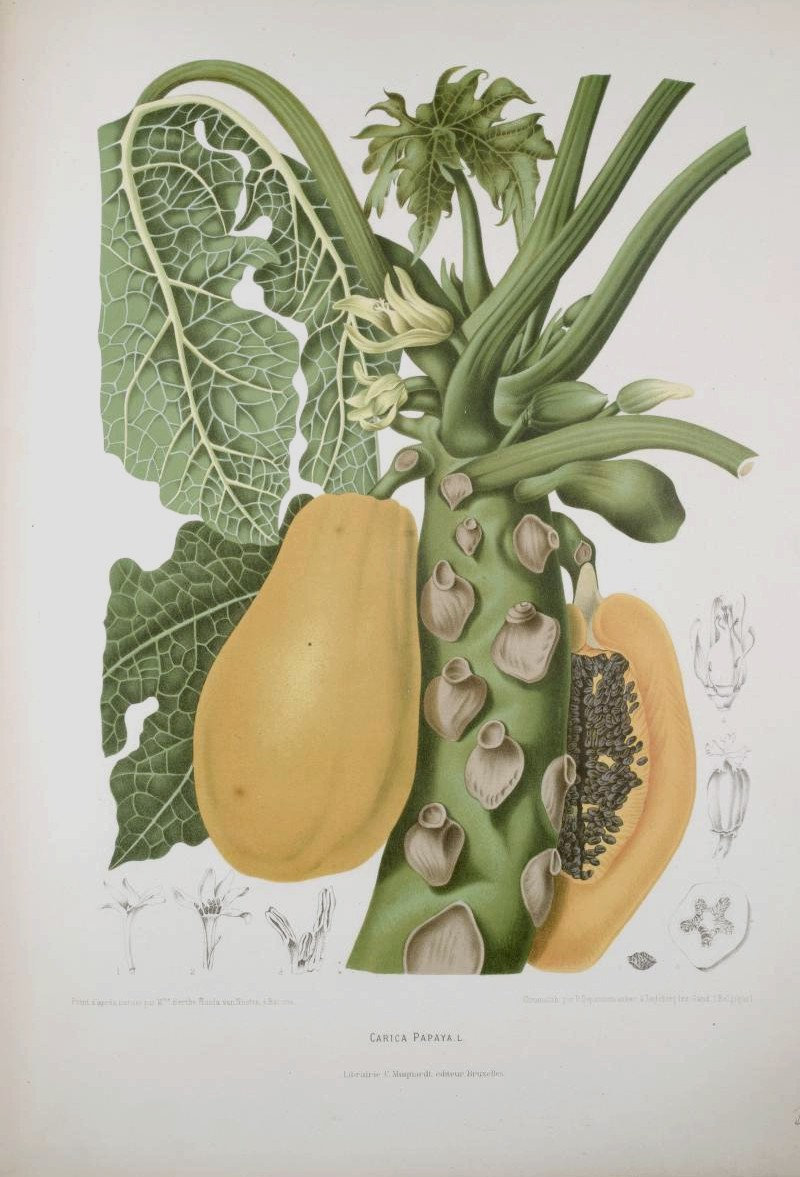
Ilustración en Berthe Hoola van Nooten, Fleurs, Fruits et Feuillages Choisis de l'Ile de Java, 1863-64.

Carica papaya fue descrita por Carlos Linneo y publicado en Species Plantarum 2: 1036. 1753.

### Nombres comunes
Recibe este fruto distintos nombres en América así:
- En idioma taino: mapaja
- En idioma kalina: kabaya
- En idioma arawaco: papaya
- En idioma maipure: mapaya
- En idioma otomaco: papaio
- En Cuba: fruta bomba (papaya se refiere vulgarmente a los genitales de la mujer)
- En México, Colombia, Ecuador, Perú, Panamá, Bolivia, España, Uruguay y Puerto Rico y Argentina: papaya

- En el Caribe: abahai
- En el litoral argentino y Paraguay: mamón[13][14]
- En Venezuela, y República Dominicana: lechosa, lechoza